# Øster Vandet Kirke
Øster Vandet Kirke er en kirke vest for Thisted, som er opført omkring 1200 og består af skib, kor og våbenhus.
Kirken har 125 siddepladser og der er bjælkeloft i både skib og kor. Korbuen har en kragsten i granit, mens resten af buen er hvidkalket.
Døbefonten har mundingsprofil foroven, glat kumme, bægerblade og firkantet fod med hjørneknopper.
Alterbilledet er en kopi efter Carl Blochs billede: "Opstandelsen", hvis original hænger i Frederiksborg Slotskirke. Andre kopier af Alterbilledet findes i Østerby Kirke på Læsø og i Dorf Kirke i Vendsyssel. Kirkens tidligere alterbillede med Kristus på korset er nu ophængt på skibets nordvæg.
Kirkens orgel er et Frobenius orgel fra 1970, ombygget 1991, har 5 stemmer med pedal.

## Eksterne kilder og henvisninger
- Øster Vandet Kirke hos KortTilKirken.dk
- Øster Vandet Kirke i bogværket Danmarks Kirker (udg. af Nationalmuseet)